# Spinturnicidae
Famille
Les Spinturnicidae  sont une famille d'acariens Mesostigmata. Elle contient 13 genres et une cinquantaine d'espèces.
Periglischinae Benoit, 1957 en est synonyme.
Cette famille rassemble des acariens ectoparasites spécialisés, vivant sur les membranes alaires des chauves-souris, au détriment des autres parties du corps.

## Classification
- Ancystropus Kolenati, 1857 synonyme Leiostaspis Kolenati, 1857
- Emballonuria Uchikawa, Zhang, OConnor & Klompen, 1994
- Eyndhovenia Rudnick, 1960
- Meristaspis Kolenati, 1857
- Mesoperiglischrus Dusbábek, 1968
- Oncoscelus Delfinado & Baker, 1963
- Parameristaspis Advani & Vazirani, 1981
- Paraperiglischrus Rudnick, 1960
- Paraspinturnix Rudnick, 1960
- Periglischrodes Baker & Delfinado, 1964
- Periglischrus Kolenati, 1857 synonyme Cameronieta Machado-Allison, 1965
- Spinturnix von Heyden, 1826 synonymes Diplostaspis Kolenati, 1857, Pteroptus Dufour, 1832 & Spinturnia Van der Hoeven, 1849
- Tympanospinctus Berlese, 1918